# Agents of Oblivion

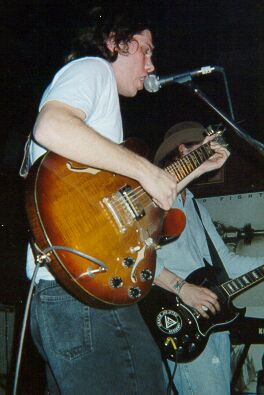
Agents of Oblivion

Agents of Oblivion is een Amerikaanse metalband. Na de uitgave van hun eerste album ging de band uit elkaar. De meeste leden gingen naar een andere band.

## Artiesten
- Dax Riggs - vocalist, gitarist
- Mike Sanchez - hoofdgitarist
- Jeff McCarty - drummer
- Alex Bergeron - bassist
- Chuck Pitre - pianist, toetsenist

## Discografie
- 2000 - Agents of Oblivion (Rotten Records)